# Клей-Сентер (Канзас)
Клей-Сентер (англ. Clay Center) — місто (англ. city) в США, в окрузі Клей штату Канзас. Населення — 4199 осіб (2020).

## Географія
Клей-Сентер розташований за координатами 39°22′52″ пн. ш. 97°7′39″ зх. д. / 39.38111° пн. ш. 97.12750° зх. д. (39.381182, -97.127372).  За даними Бюро перепису населення США в 2010 році місто мало площу 7,99 км², з яких 7,98 км² — суходіл та 0,01 км² — водойми.

## Демографія
Згідно з переписом 2010 року, у місті мешкали 4334 особи в 1920 домогосподарствах у складі 1172 родин. Густота населення становила 543 особи/км².  Було 2158 помешкань (270/км²).
Расовий склад населення:
| - 96,9 % — білих - 0,6 % — корінних американців - 0,5 % — чорних або афроамериканців - 0,3 % — азіатів |

До двох чи більше рас належало 1,3 %. Частка іспаномовних становила 1,8 % від усіх жителів.
За віковим діапазоном населення розподілялося таким чином: 22,5 % — особи молодші 18 років, 53,8 % — особи у віці 18—64 років, 23,7 % — особи у віці 65 років та старші. Медіана віку мешканця становила 44,5 року. На 100 осіб жіночої статі у місті припадало 94,5 чоловіків;  на 100 жінок у віці від 18 років та старших — 91,2 чоловіків також старших 18 років.
Середній дохід на одне домашнє господарство  становив 52 764 долари США (медіана — 42 500), а середній дохід на одну сім'ю — 63 648 доларів (медіана — 56 415). Медіана доходів становила 35 000 доларів для чоловіків та 26 250 доларів для жінок. За межею бідності перебувало 15,4 % осіб, у тому числі 30,2 % дітей у віці до 18 років та 7,2 % осіб у віці 65 років та старших.
Цивільне працевлаштоване населення становило 1992 особи. Основні галузі зайнятості: освіта, охорона здоров'я та соціальна допомога — 22,4 %, роздрібна торгівля — 18,4 %, будівництво — 10,9 %, транспорт — 7,4 %.